# Tân Thuận Đông (phường)
Tân Thuận Đông là một phường thuộc Quận 7, Thành phố Hồ Chí Minh, Việt Nam.

## Địa lý
Phường Tân Thuận Đông nằm ở phía đông bắc Quận 7, có vị trí địa lý:
- Phía đông và phía bắc lần lượt giáp các phường An Lợi Đông và Thạnh Mỹ Lợi, thành phố Thủ Đức với ranh giới là sông Sài Gòn;
- Phía tây giáp Phường 18, Quận 4 với ranh giới là kênh Tẻ và các phường Tân Thuận Tây, Bình Thuận với ranh giới là đường Huỳnh Tấn Phát.
- Phía nam giáp phường Phú Thuận với ranh giới là đường Huỳnh Tấn Phát và Cầu Phú Mỹ (đường Nguyễn Văn Quỳ).

Phường có diện tích 7,55 km², dân số năm 2021 là 44.525 người,  mật độ dân số đạt 5.897 người/km².

## Lịch sử
Dưới thời nhà Nguyễn, Tân Thuận Đông là một làng thuộc tổng Bình Trị Hạ, huyện Bình Dương, phủ Tân Bình, tỉnh Gia Định. Đến thời Pháp thuộc, chính quyền đặt tổng Bình Trị Hạ thuộc quận Nhà Bè, tỉnh Gia Định.
Sau năm 1956, các làng gọi là xã, Tân Thuận Đông là một xã thuộc quận Nhà Bè.
Sau năm 1975, xã Tân Thuận Đông được đổi tên thành xã Tân Thuận thuộc huyện Nhà Bè, Thành phố Hồ Chí Minh.
Ngày 17 tháng 7 năm 1986, Hội đồng Bộ trưởng ban hành Quyết định 87-HĐBT. Theo đó, chia xã Tân Thuận thành hai xã Tân Thuận Đông và Tân Thuận Tây.
Sau khi thành lập, xã Tân Thuận Đông có 663 ha diện tích tự nhiên và 9.478 người.
Ngày 6 tháng 1 năm 1997, Chính phủ ban hành Nghị định số 03-CP. Theo đó, chuyển xã Tân Thuận Đông về quận 7 mới thành lập và thành lập phường Tân Thuận Đông trên cơ sở toàn bộ 812 ha diện tích tự nhiên, 12.228 người của xã Tân Thuận Đông.